# マイケル・スリプチュク
マイケル・スリプチュク（Michael Slipchuk、1966年3月19日 - ）は、カナダエドモントン出身の男性フィギュアスケート選手。アルベールビルオリンピックカナダ代表。

## 経歴
1987年のカナダフィギュアスケート選手権で3位になって以来、同大会で1989年に2位、1990年と1991年に3位、1992年に念願の優勝を果たし、過去5回表彰台に上る。初の五輪である1992年のアルベールビルオリンピックで9位になる。
五輪後は引退し、プロスケーターとしてスターズ・オン・アイスなどで活躍する一方、コーチとしても活動している。